# Eretria
Eretria (tiếng Hy Lạp: ?) là một khu tự quản ở vùng Trung Hy Lạp, Hy Lạp. Khu tự quản Eretria có diện tích 169 km², dân số theo điều tra ngày 18 tháng 3 năm 2001 là 12218 người.